# Großer Kreßinsee
Der Große Kreßinsee ist ein See bei Walow im Landkreis Mecklenburgische Seenplatte in Mecklenburg-Vorpommern. Das Gewässer hat eine Größe von 74,6 Hektar und liegt auf 72,1 m ü. NHN. Die maximale Ausdehnung des länglichen von Südwesten nach Nordosten gestreckten Sees beträgt 1650 Meter mal 580 Meter. Hauptzuflüsse sind ein Graben vom Kleinen Kreßinsee an seinem Westende sowie ein Bach von Norden. Am Südufer führt der Kellerbach das Wasser Richtung Müritz ab.
Die Ufer des Sees sind von einem Waldstreifen umgeben, der nur im Südwesten an der Strietfelder Badestelle und einem Bootsanleger unterbrochen ist. Die Wasserqualität gilt seit dem Jahr 2000 als sehr gut. Zum Fischbestand gehören Aal, Barsch, Hecht, Kleine Maräne, Rotauge und Zander.